# Kubań Krasnodar
Kubań Krasnodar (ros. Футбольный клуб «Кубань» Краснодар, Futbolnyj Kłub "Kubań" Krasnodar) – były rosyjski klub piłkarski z siedzibą w Krasnodarze.

## Historia
Chronologia nazw:
- 1928—1953: Dinamo Krasnodar (ros. «Динамо» Краснодар)
- 1954—1957: Nieftianik Krasnodar (ros. «Нефтяник» Краснодар)
- 1958—1960: Kubań Krasnodar (ros. «Кубань» Краснодар)
- 1960—1962: Spartak Krasnodar (ros. «Спартак» Краснодар)
- 1963—2018: Kubań Krasnodar (ros. «Кубань» Краснодар)

Klub został założony w 1928 jako Dinamo Krasnodar. W 1954 nazwę zmieniono na Nieftianik. W 1958 na Kubań, w 1960 na Spartak by w 1963 przyjąć obecną nazwę. W czasach ZSRR grał w niższych ligach Mistrzostw ZSRR. W Wyższej Lidze grał w latach 1980-82. Jego największe osiągnięcie to 13 miejsce w 1981.
Po rozpadzie ZSRR, klub rozpoczął rozgrywki w Wyższej Lidze zamiast spaść do drugiej. W następnym sezonie spadł do drugiej ligi. Po latach spędzonych w drugiej i trzeciej lidze, klub ponownie awansował do I ligi w 2004, ale po roku spadł, by wrócić w 2006.
Pod koniec maja 2018 roku klub został rozwiązany. 5 sierpnia tego samego roku przywrócona przez kibiców i byłych piłkarzy klubu drużyna zagrała swój pierwszy mecz oficjalny w Lidze Regionalnej.

## Sukcesy
- 13 miejsce w Wyższej Lidze ZSRR: 1981
- 1/8 finału Pucharu ZSRR: 1982
- 15 miejsce w Rosyjskiej Premier Lidze: 2004, 2007
- Finalista Pucharu Rosji: 2015
- 1/8 finału Pucharu Rosji: 1998, 2001, 2002, 2004, 2005, 2008

## Europejskie puchary
Legenda do wszystkich tabel:
- Q – runda eliminacyjna, 1/16, 1/8, 1/4, 1/2 – odpowiednia faza rozgrywek, Grupa – runda grupowa, 1r gr – pierwsza runda grupowa, 2r gr – druga runda grupowa, F – finał, R – runda, PO – play-off
- k. – rzuty karne, los. – losowanie, Dogr. – dogrywka, w. – zasada bramek strzelonych na wyjeździe

| Sezon   | Rozgrywki   | Runda   | Przeciwnik      | Dom | Wyjazd | Ogólnie    |
| ------- | ----------- | ------- | --------------- | --- | ------ | ---------- |
| 2013/14 | Liga Europy | 3Q      | Motherwell      | 1–0 | 2–0    | 3–0        |
| 2013/14 | Liga Europy | PO      | Feyenoord       | 1–0 | 2–1    | 3–1        |
| 2013/14 | Liga Europy | Grupa A | Valencia CF     | 0–2 | 1–1    | 3. miejsce |
| 2013/14 | Liga Europy | Grupa A | Swansea City    | 1–1 | 1–1    | 3. miejsce |
| 2013/14 | Liga Europy | Grupa A | FC Sankt Gallen | 4–0 | 0–2    | 3. miejsce |